# Anne Shirley (serie animata)
Anne Shirley (アン・シャーリー?, An Shārī) è una serie televisiva anime prodotta da The Answer Studio e diretta da Hiroshi Kawamata, adattamento dei romanzi Anna dai capelli rossi, L'età meravigliosa e Il baule dei sogni di Lucy Maud Montgomery. La serie, composta da 24 episodi, viene trasmessa dal 5 aprile 2025 su NHK Educational.
È stato realizzato anche un adattamento manga, illustrato da Akane Hoshikubo e serializzato su B's-Log Comic della Kadokawa dal 5 gennaio 2025.

## Personaggi
Anne Shirley (アン・シャーリー?, An Shārī)
Doppiata da: Honoka Inoue
Una ragazza vivace e loquace, ma anche sensibile e permalosa. Orfana di entrambi i genitori dai suoi primi mesi di vita, ha vissuto un'infanzia infelice in due famiglie povere e in un orfanotrofio, fino a quando non è stata adottata dai fratelli Cuthbert. È insoddisfatta del suo aspetto fisico, in particolare per i suoi capelli rossi, e fa spesso cavalcare la sua immaginazione per raffigurarsi diversa e inventare delle storie in cui rifugiarsi per fuggire dalla realtà.
Marilla Cuthbert (マリラ・カスバート?, Marira Kasubāto)
Doppiata da: Aya Nakamura
Una donna anziana, seria e fedele ai suoi profondi valori. Non si è mai sposata e vive con il fratello Matthew a Green Gables (lett. "tetti verdi"), una residenza ad Avonlea dal caratteristico tetto verde ereditata dai loro genitori. Decide di occuparsi personalmente dell'educazione della ragazzina non ammettendo inflessibilità né intromissioni da parte di Matthew. La sua austerità scompare col tempo, grazie alla dolcezza e alla vitalità portata da Anne a Green Gables.
Matthew Cuthbert (マシュウ・カスバート?, Mashuu Kasubāto)
Doppiato da: Yasunori Matsumoto
Un anziano signore timido e introverso. Anch'egli è celibe e vive a Green Gables con la sorella Marilla, dove si occupa dei lavori agricoli e della cura degli animali. Fin da subito si fa intenerire da Anne, per la quale ha sempre un sorriso da regalarle, e talvolta si permette di accondiscendere a qualche suo desiderio, dato che Marilla non è permissiva di carattere.
Gilbert Blythe (ギルバート・ブライス?, Girubāto Buraisu)
Doppiato da: Naoya Miyase
Un ragazzo forte e sicuro di sé, saggio e scrupoloso, che sogna di diventare un medico. Da piccolo si atteggia da bulletto facendo dispetti alle ragazze, provocando l'irascibilità di Anne che non gli rivolge più la parola per un lungo periodo. Conquistata l'amicizia di Anne, col tempo Gilbert si innamora di lei ma la ragazza inizialmente non lo corrisponde, per poi accorgersi di non poter sposare altri che lui.
Diana Barry (ダイアナ・パーリー?, Daiana Pārī)
Doppiata da: Yume Miyamoto
Una ragazza di buona famiglia dolce e sensibile, e la migliore amica di Anne fin dal suo arrivo a Green Gables. Non gode del dono dell'immaginazione come la sua amica Anne ma adora stare in sua compagnia e condividere delle esperienze insieme, come il club del racconto e il comitato di rinnovamento.
Rachel Lynde (レイチェル・リンド?, Reicheru Rindo)
Doppiata da: Kimiko Saitō
Un'anziana donna di corporatura robusta. È costantemente aggiornata su qualsivoglia avvenimento anche insignificante possa accadere ad Avonlea e, malgrado il suo fare da pettegola e la sua schiettezza a volte inopportuna, è onesta e disponibile a chiunque le chieda un consiglio. È una buona amica di Marilla, nonostante le loro diversità di carattere, e viene accolta a Green Gables con lei e i gemelli dopo la dipartita del marito Thomas.
Jane Andrews (ジェーン・アンドリュース?, Jēn Andoryūsu)
Doppiata da: Sayaka Kikuchi
Una cara amica di Anne e Diana fin dalla scuola elementare, carina, sensibile e sincera. Partecipa al club del racconto e al comitato di rinnovamento, e dopo aver frequentato l'accademia di Queen diventa anch'essa un'insegnante.
Ruby Gillis (ルビー・ギリス?, Rubī Girisu)
Doppiata da: Sora Amamiya
Un'amica di Anne e Diana, dai lunghi capelli biondi. È un po' vanitosa e fissata con il romanticismo, crescendo diventa sempre più interessata ai ragazzi e a come farli cadere ai suoi piedi.
Josie Pye (ジョシー・パイ?, Joshī Pai)
Doppiata da: Aki Sasamori
Una compagna di classe di Anne un po' grassottella. Ha un fare saccente ed è senza peli sulla lingua, inoltre è parecchio invidiosa di Anne e non perde occasione di sottovalutarla, anche apertamente, in modo velato.
Charlie Sloane (チャーリー・スローン?, Chārī Surōn)
Doppiato da: Chiharu Sawashiro
Un amico di Gilbert, un ragazzo semplice e gentile che ha una cotta, non ricambiata, per Anne.
Muriel Stacy (ミュリエル・ステイシー?, Myurieru Suteishī)
Doppiata da: Fumiko Orikasa
L'insegnante della scuola di Avonlea dopo il signor Philips. È estremamente gentile e ha a cuore i suoi studenti, che a loro volta stravedono per lei. In particolare Anne, che lei considera la sua migliore allieva, si affeziona a lei perché aggiunge al programma scolastico numerose poesie e opere letterarie.
J. A. Harrison (J.A.ハリソン?, J.A. Harison)
Doppiato da: Hikari Ōta
Un uomo sopra la mezza età che si trasferisce vicino a Green Gables. Vive con la sola compagnia del suo pappagallo Ginger, propenso a ripetere frasi e parole volgari, e per questo l'intero villaggio lo denota come burbero ed eccentrico e si tiene a distanza da lui; tuttavia Anne, che ha avuto modo di conoscerlo bene, talvolta va a trovarlo.
Fred Wright (フレッド・ライト?, Fureddo Raito)
Doppiato da: Kazuki Takeuchi
Un membro del comitato di rinnovamento di Avonlea, nonché il futuro marito di Diana.
Davy Keith (デイビー・キース?, Deibī Kīsu)
Doppiato da: Makoto Koichi
Il figlio di una lontana parente di Marilla, che viene accolto a Green Gables assieme a sua sorella Dora dopo la morte della madre, dato che nessun parente stretto poteva occuparsi di loro. Davy è molto curioso ma anche dispettoso e trova divertimento nelle disgrazie altrui, grazie alla sapiente educazione di Anne però impara ad ascoltare la sua coscienza e a distinguere le cose giuste da quelle sbagliate.
Dora Keith (ドーラ・キース?, Dōra Kīsu)
Doppiata da: Rikako Ōta
La sorella gemella di Davy, molto più timida e pacata di lui, che spesso finisce vittima delle sue monellerie. Al contrario del fratello, cerca sempre di ubbidire ad Anne e a Marilla.
Paul Irving (ポール・アーヴィング?, Pōru Āvuingu)
Doppiato da: Reiji Kawashima
Un alunno di Anne, trasferitosi ad Avonlea proprio poco prima che lei iniziasse ad insegnare. È molto gentile e cordiale, soprattutto con la sua insegnante con la quale condivide il talento dell'immaginazione, ma sa anche farsi valere tra gli altri ragazzi e per questo gode del rispetto di tutti i suoi compagni di classe.
Lavendar Lewis (ラヴェンダー・ルイス?, Ravuendā Ruisu)
Doppiata da: Mie Sonozaki
Una donna di quasi mezza età, ancora nubile ma dall'aspetto – e dal carattere – più che giovanile. Vive assieme alla sua giovane domestica Charlotta IV in un'incantevole dimora in pietra nel mezzo di un bosco, chiamata Echo Lodge (lett. "loggia dell'eco") per il caratteristico paesaggio sul retro che fa risuonare gli echi. Anne trova molte affinità con lei e per questo, dopo averla conosciuta per caso assieme a Diana, non manca di farle visita regolarmente, ma soprattutto la aiuta a ricongiungersi e sposarsi con Stephen Irving, il padre di Paul e il suo fidanzato di un tempo, dato che entrambi hanno accantonato le incomprensioni avute in passato.
Priscilla Grant (プリシラ・グラント?, Purishira Guranto)
Doppiata da: Rina Honnizumi
Un'amica che Anne conosce all'accademia di Queen, e con cui dopo l'anno passato a studiare insieme si tiene in contatto. Tornano a studiare insieme all'università di Redmond, dove vivono insieme a Patty's Place (lett. "la casa di Patty") con la loro nuova amica Philippa.
Philippa Gordon (フィリパ・ゴードン?, Firipa Gōdon)
Doppiata da: Chika Anzai
Una ragazza eccentrica che diventa amica, e in seguito coinquilina, di Anne e Priscilla durante i suoi studi all'università di Redmond. Nel suo paese d'origine ha due spasimanti ma è da tutta la vita che non sa scegliere chi sposare, e alla fine deciderà per un giovane futuro reverendo.
Royal Gardner (ロイヤル・ガードナー?, Roiyaru Gādonā)
Doppiato da: Tokuyoshi Kawashima
Un collega di studi di Anne all'università di Redmond, bello, educato e signorile, per il quale la ragazza matura un'infatuazione. Ciononostante è proprio per il suo carattere troppo tendente alla perfezione che Anne alla fine sceglie l'amore più semplice e genuino di Gilbert.

## Media

### Anime
La serie è stata annunciata il 20 novembre 2024 dallo studio di produzione delle animazioni, The Answer Studio. La regia è stata affidata a Hiroshi Kawamata, il character design è di Kenichi Tsuchiya e Yūji Watanabe e Naoko Saitō sono i direttori dell'animazione. La direzione artistica è gestita da Tadashi Kudo, mentre Shiho Kuriki è il colorista e Shinji Saitō il direttore della fotografia. La direzione del suono è ad opera di Kisuke Koizumi e la colonna sonora è stata composta da Michiru Ōshima. Il primo teaser promozionale è stato pubblicato il 5 febbraio 2025.
La serie viene trasmessa su NHK Educational dal 5 aprile 2025. La sigla di apertura Yokan (予感? lett. "Presentimento") è cantata da Tota, mentre la sigla di chiusura heart (lett. "Cuore") è cantata dai Laura day romance.
La piattaforma Crunchyroll distribuisce la serie a livello internazionale. In Italia viene distribuita in simulcast con due edizioni sottotitolate distinte, una pubblicata su Crunchyroll, e un'altra curata da Yamato Video e pubblicata sul canale Anime Generation di Prime Video. Nel corso della pubblicazione dell'edizione sottotitolata, Yamato Video ha annunciato la realizzazione del doppiaggio italiano della serie.

#### Episodi
Questa lista è suscettibile di variazioni e potrebbe essere incompleta o non aggiornata.

| Nº | Titolo italiano Giapponese 「Kanji」 - Rōmaji | In onda        | In onda |
| Nº | Titolo italiano Giapponese 「Kanji」 - Rōmaji | Giapponese     |         |
| 1  | Il mondo è un posto davvero interessante 「世界って、とてもおもしろいとこね」 - Sekai tte, totemo omoshiroi toko ne | 5 aprile 2025  |         |
| 1  | Nel paese di Avonlea situato nell'Isola del Principe Edoardo, due anziani fratelli, Marilla e Matthew Cuthbert, che vivono nella tenuta di Green Gables decidono di adottare un ragazzino da un orfanotrofio che aiuti Matthew nei lavori agricoli. Per uno spiacevole equivoco però, la signora Spencer che si è occupata dell'adozione, ha portato loro una ragazzina chiamata Anne. L'insicuro Matthew, arrivato in ritardo alla stazione per prelevare il nuovo arrivato, decide di accompagnare comunque Anne a Green Gables dove, solo una volta arrivata, scopre di non essere stata desiderata dai due fratelli. Il giorno seguente Marilla accompagna Anne dalla signora Spencer per chiederle spiegazioni e durante il viaggio la fanciulla racconta a Marilla la sua triste infanzia, sempre dedicata al lavoro dopo la prematura morte dei suoi genitori. La signora Spencer, dispiaciuta per l'inconveniente, propone di affidare Anne all'arcigna signora Blewett invece di riportarla all'orfanotrofio, tuttavia Marilla, colpita dal racconto di Anne, non ritiene la nuova sistemazione meritevole della ragazzina e torna a Green Gables con lei. |                |         |
| 2  | Mi piacciono le cose belle 「あたし、きれいなものが好き」 - Atashi, kireina mono ga suki | 12 aprile 2025 |         |
| 2  | I fratelli Cuthbert confermano ad Anne, impaziente di ricevere una risposta, che potrà definitivamente restare con loro a Green Gables. La mattina seguente la signora Lynde, venuta a Green Gables per conoscere la nuova arrivata, esprime giudizi offensivi sul suo aspetto e Anne le risponde con lo stesso tono guadagnandosi una punizione da Marilla, che tuttavia redarguisce anche Rachel per la sua esagerazione. Spronata da Matthew, Anne decide di scusarsi con la signora Lynde. La domenica Anne va in chiesa da sola e la sua idea di decorarsi il cappellino con dei fiori trovati strada facendo mette in ridicolo Marilla, rimasta a casa con il mal di testa, agli occhi degli altri paesani. Quel pomeriggio Marilla accompagna Anne a casa dei Barry, i loro vicini, per farle conoscere la figlia maggiore Diana della sua stessa età. Le due ragazzine scoprono di avere molti interessi in comune e nel grazioso giardino dei Barry esprimono un giuramento di eterna amicizia. |                |         |
| 3  | Aspettare con impazienza le cose è metà del piacere che esse ci danno 「何かを楽しみにして待つということが、その嬉しいことの半分に当たるのよ」 - Nanika o tanoshimi ni shitematsu to iu koto ga, sono ureshī koto no hanbun ni ataru no yo | 19 aprile 2025 |         |
| 3  | La scuola domenicale ha organizzato un picnic pomeridiano, al quale Anne non vede l'ora di partecipare. Marilla ha perso la sua spilla di ametista e incolpa Anne, che deve rimanere in camera sua finché non confessa la verità. La ragazza, per sbrigliarsi della questione, le racconta di averla perduta nel lago dalle acque lucenti, ma per punizione Marilla, invece di farla andare al picnic quel pomeriggio, le nega il consenso precedentemente accordato. Poco dopo la donna ritrova la sua spilla e, capendo di aver spinto Anne a confessare una menzogna, la aiuta a prepararsi e arrivare in tempo alla festa. Anne inizia a frequentare la scuola, Diana la presenta alle sue amiche Jane e Ruby, e ben presto la nuova arrivata diventa la seconda più brava della classe. Lo studente che mantiene il suo primato è Gilbert Blythe, un ragazzo ammirato da tutte le fanciulle ma che approfitta della sua popolarità per comportarsi maleducatamente. Dopo un periodo di assenza Gilbert torna a scuola e stuzzica Anne, la quale lo ripaga spaccandogli la sua lavagnetta in testa e venendo punita a sua volta. Dopo quella brutta giornata, Anne decide di non tornare più a scuola. |                |         |
| 4  | Non si può rimanere tristi a lungo in un mondo così interessante 「こんなおもしろい世界で、いつまでも悲しんじゃいられないわ」 - Kon'na omoshiroi sekai de, itsu made mo kanashinjai rarenai wa | 26 aprile 2025 |         |
| 4  | Marilla concede ad Anne di invitare Diana a prendere il tè mentre lei è via, e le fa offrire alla sua amica una bottiglia di acqua al lampone, indicandole però una bottiglia di vino. Quel pomeriggio, Anne offre a Diana il vino rosso credendolo acqua al lampone, e l'amica, sentendosi male dopo tre bicchieri, chiede ad Anne di accompagnarla a casa ancor prima di aver preso il tè. La madre di Diana, anche dopo che le fu chiarito che Anne non aveva cattive intenzioni, non perdona la ragazzina e decide che lei e sua figlia non dovranno più frequentarsi né rivolgersi la parola. Anne decide di tornare a scuola e, rimanendo senza la compagnia di Diana, si concentra nello studio e arriva a primeggiare in alcune materie assieme a Gilbert. Una sera, mentre tutti gli adulti sono fuori paese per un evento politico eccetto Matthew, Minnie May viene colpita da un attacco di difterite e sua sorella Diana si rivolge ad Anne che fortunatamente conosce il rimedio per curarla in tempo, visto che all'arrivo del medico chiamato da Matthew sarebbe stato troppo tardi. I genitori di Diana e Minnie May sono grati ad Anne per aver salvato la vita alla loro figliola e le concedono di riallacciare l'amicizia con Diana. |                |         |
| 5  | Pensiamo al lato positivo delle cose 「ものごとの明るいほうを考えましょう」 - Mono-goto no akarui hō o kangaemashou | 3 maggio 2025  |         |
| 5  | È passato un anno dall'adozione di Anne a Green Gables. Alla fine delle vacanze estive, durante un gioco tra le ragazze di Avonlea, Josie Pye sfida Anne a camminare sul tetto di un fienile e questa, accettata la sfida, finisce per cadere e slogarsi una caviglia. Anne rimane a letto per diverse settimane, ma riceve le visite delle amiche e del nuovo pastore con sua moglie. Dopo la ripresa delle lezioni Anne rientra a scuola e conosce la nuova insegnante, la signorina Stacy: giovane, cordiale e benvoluta da tutti. L'insegnante propone ai suoi alunni di organizzare uno spettacolo per Natale al fine di raccogliere i fondi per realizzare una bandiera per la scuola, e i ragazzi di lì a poco iniziano con i preparativi. Matthew desidera che sul palco Anne abbia un vestito con le maniche a sbuffo come le sue amiche, ed essendo troppo timido per commissionarlo alla bottega di paese lo chiede a Rachel. Il vestito di Anne viene confezionato in tempo per Natale e la ragazza, commossa per il suo regalo, lo indossa allo spettacolo di quella sera, che riscuote un grande successo. |                |         |
| 6  | Pensavo che nulla potesse essere peggio dei capelli rossi 「赤毛くらい、いやなものはないと思っていたの」 - Akage kurai, iyana mono wa nai to omotte ita no | 10 maggio 2025 |         |
| 6  | L'inverno seguente, come compito di scuola Anne deve scrivere un racconto e vorrebbe confezionare una storia tragica e romantica, corredata di una proposta di matrimonio come si deve. Non soddisfatta dalle descrizioni di proposte di matrimonio che si fa raccontare, decide di scriverne una di suo pugno; alla fine ne esce una storia dal carattere tragico per le sue amiche, ma giudicata comica e puerile dagli adulti. Ciononostante le amiche di Anne riconoscono il suo talento per la scrittura e le chiedono dei consigli per scrivere le loro storie in un apposito club del racconto. Un giorno Anne, quando è a casa da sola, acquista da un venditore ambulante una tintura nera per capelli, ma dopo averla provata scopre con afflizione che i suoi capelli sono diventati di un rivoltante verde scuro, e non vi riesce a porre rimedio nemmeno lavandoseli. In seguito a numerosi altri tentativi falliti, anche con l'aiuto Marilla, Anne decide infine di farsi tagliare i capelli tinti, e impara la lezione su ciò a cui ha portato la sua vanità. |                |         |
| 7  | Ho fatto degli errori, ma ognuno di essi mi ha aiutato a correggere i miei difetti 「失敗ばかりしてきたけど、一つするたびに自分の悪い部分が直っていくの」 - Shippai bakari shite kitakedo, hitotsu suru tabi ni jibun no warui bubun ga naotte iku no | 17 maggio 2025 |         |
| 7  | In estate, Anne, Diana, Jane e Ruby si trovano a giocare sul lago dalle acque lucenti e Anne, interpretando la dama Elaine del ciclo arturiano, si finge morta su una barchetta che però ha lo scafo rotto. Prima di affondare completamente, Anne si aggrappa al pilone di un ponte di legno e Gilbert, trovatosi provvidenzialmente nei paraggi a pescare, la porta in salvo. Anne le è grata ma non accetta le scuse del ragazzo sull'offesa che le avanzò a scuola, e alla sua richiesta di diventare amici risponde negativamente per orgoglio. Dopo la ripresa della scuola la signorina Stacy offre ad alcuni studenti la possibilità di prepararsi all'esame di ammissione alla Queen's Academy. Marilla conferma ad Anne che lei e Matthew la supporteranno economicamente negli studi, così la ragazza inizia la preparazione fermandosi a scuola dopo le normali lezioni con altri sei studenti. Anne, ispirata dalla signorina Stacy, scopre che il suo scopo nella vita sarà diventare insegnante e non vede l'ora di dirlo a Matthew, ma proprio in quel momento il suo benefattore si accascia a terra per un attacco cardiaco. |                |         |
| 8  | Non voglio essere nessuno tranne me stessa 「あたしは、自分の他、誰にもなりたくないわ」 - Atashi wa, jibun no ta, darenimo naritakunai wa | 24 maggio 2025 |         |
| 8  | Giunta una nuova primavera, Anne compie 15 anni e si fa più grande. Per evitare stress a Matthew, a Green Gables viene assunto un ragazzo chiamato Jerry che lo aiuti nei lavori della fattoria e dei campi. Anne è in ansia per l'esame di ammissione alla Queen's Academy, sia prima che dopo averlo sostenuto, e spera di non venire battuta da Gilbert sul punteggio, ma quando vengono pubblicati i risultati sul giornale e lei risulta prima in classifica le sue preoccupazioni svaniscono e tutti si complimentano con lei. All'hotel di White Sands si terrà uno spettacolo musicale punteggiato da recitazioni di poesie, e Anne è stata invitata per salire sul palco a recitarne una. La ragazza accetta l'invito e la sera dello spettacolo, tra l'imbarazzo di trovarsi in mezzo a gente più nobile e la paura da palcoscenico, riesce a recitare dando il meglio di sé grazie alla presenza dei suoi amici, ricevendo molti complimenti e la richiesta del bis. |                |         |
| 9  | La cosa migliore dopo vincere dando tutto è perdere dando comunque tutto te stesso 「一生懸命にやって勝つことの次にいいのは、一生懸命やって負けることなのよ」 - Isshōkenmei ni yatte katsu koto no tsugi ni īno wa, isshōkenmei yatte makeru kotona no yo | 31 maggio 2025 |         |
| 9  | Anne inizia a studiare alla Queen's Academy e va a vivere in una pensione in città. Al contrario delle sue amiche Ruby e Jane che sono iscritte al corso di licenza per insegnanti di secondo livello, Anne frequenta il corso di primo livello con Gilbert, e fa amicizia con Stella Maynard e Priscilla Grant. La ragazza sente fin da subito nostalgia di casa, ma si scrive con Diana giornalmente e ogni fine settimana torna ad Avonlea dai suoi cari. La primavera seguente, al termine dei corsi annuali, tutti i sette studenti di Avonlea passano l'esame finale. Gilbert arriva primo nel suo corso e Anne, al contrario dei pronostici, vince la borsa di studio Avery per frequentare l'università di Redmond l'anno seguente; i suoi compagni invece, compreso Gilbert, inizieranno a insegnare. Marilla informa Anne che la banca Abbey, dove hanno depositato tutti i loro risparmi, è in difficoltà e Anne si scusa con Matthew, sempre più stanco, per non esserle mai stata abbastanza d'aiuto come avrebbe potuto farlo un ragazzo al posto suo, ma l'uomo la rassicura dicendole di essere orgoglioso di lei per il suo impegno nello studio. |                |         |
| 10 | Non so cosa ci sia dietro l'angolo, ma sono sicura che ci sarà il meglio 「曲がり角をまがった先に何があるかは、わからないでも、きっと一番良いものに違いないの」 - Magarikado o magatta saki ni nani ga aru ka wa, wakaranai demo, kitto ichiban yoi mono ni chigainai no | 7 giugno 2025  |         |
| 10 | Dopo aver letto sul giornale la triste notizia del fallimento della banca Abbey, a Matthew prende un colpo al cuore e cade a terra ormai senza vita. Tutti gli amici più cari della famiglia si recano a Green Gables a porgere le condoglianze e Anne, rimasta incredula sull'accaduto, solo a tarda sera scoppia in lacrime di dolore. Marilla la consola e ringrazia il Cielo di poter avere lei al suo fianco in quel momento difficile, confessando alla ragazza di volerle bene altrettanto quanto Matthew, anche se per carattere spesso non è in grado di dimostrarlo. Rimasta senza risparmi, Marilla decide di mettere in vendita Green Gables, tranquilla del fatto che Anne potrà andare all'università con la sua borsa di studio, ma la ragazza ha deciso di rinunciarvi per rimanere a fianco di Marilla e dopo l'estate insegnerà in una scuola nei dintorni come i suoi coetanei: per nulla al mondo Anne rinuncerebbe a Green Gables. Un tardo pomeriggio, la signora Lynde porta ad Anne la notizia che Gilbert le ha ceduto il suo posto alla scuola di Avonlea per andare a quella di White Sands, e donarle la possibilità di lavorare vicino a casa senza doversi separarsi da Marilla. Ad Anne non resta che ringraziare il suo benefattore e, dopo averlo finalmente perdonato per il litigio che ebbero a scuola, stringe amicizia con lui. |                |         |
| 11 | Voglio rendere la mia vita qualcosa di bello 「あたしは人生を美しいものにしたいの」 - Atashi wa jinsei o utsukushī mono ni shitai no | 14 giugno 2025 |         |
| 11 | Tre mesi dopo l'estate volge al termine e Anne inizia a insegnare alla scuola di Avonlea. L'esperienza non si dimostra semplice e rosea come se l'era figurata, ma la ragazza fa del suo meglio per offrire ai suoi alunni un'ottima educazione. Alcuni ragazzi del paese, tra cui Gilbert, Diana e Anne, fondano un comitato di rinnovamento per migliorare il territorio di Avonlea, ma non vengono presi sul serio da alcuni adulti e decidono di presentarsi a tutte le famiglie e richiedere delle sottoscrizioni. Ad Anne e Diana vengono assegnate le case sulla strada per Newbridge, così visitano le sorelle Andrews, il signor Blair, la signora White e Lorenzo White. Tornando a casa Anne si ferma dal suo nuovo vicino, il signor Harrison, che, benché l'abbia già perdonata per aver venduto la sua mucca al posto della propria e avesse detto di appoggiare il comitato, non desidera offrire una donazione. Il totale dei soldi raccolti però soddisfa il comitato di rinnovamento. |                |         |
| 12 | Forse finiamo per voler bene a chi ha bisogno di noi 「あたしたちは自分を必要としてくれる人を好きになるんじゃないかしら」 - Atashitachi wa jibun o hitsuyō to shitekureru hito o suki ni narun janaika shira | 21 giugno 2025 |         |
| 12 | Marilla decide di adottare due piccoli gemelli, Davy e Dora Keith, figli di una sua parente scomparsa, che non hanno più nessuno disposto a prendersi cura di loro. Fin dal primo giorno in cui arriva a Green Gables Davy si fa conoscere per le sue monellerie e, non avendo mai ricevuto un'educazione adeguata, non ritiene che sia sbagliato comportarsi male e fare dei dispetti agli altri per divertirsi un po'. Ciononostante Davy si affeziona ad Anne e vorrebbe essere apprezzato da lei, per questo fa spesso paragoni tra sé e Paul Irving sperando di poterlo eguagliare e venire stimato da Anne allo stesso modo. Una sera, dopo aver rinchiuso Dora nella baracca del signor Harrison e aver mentito su dove si trovasse per tutto il pomeriggio, Davy si pente per ciò che ha fatto vedendo quanto ha deluso Anne e sia lei che Marilla optano per una punizione limitata, convinte che le azioni di Davy non siano mosse dalla cattiveria ma dalla mancanza di educazione. Anne riconosce che Davy abbia bisogno di lei per questo aspetto e desidera offrirle il suo aiuto, allo stesso modo di quando Marilla e Matthew capirono di voler tenere con loro Anne. |                |         |
| 13 | Quando penso che stia per accadere qualcosa di meraviglioso, volo sulle ali della mia immaginazione 「素晴らしいことが起こると思うと、あたし想像の翼に乗って飛び上がるの」 - Subarashī koto ga okoru to omōto, atashi sōzō no tsubasa ni notte tobiagaru no | 28 giugno 2025 |         |
| 13 | Un giorno, Priscilla scrive ad Anne per informarla che avrebbe piacere di farle visita in compagnia della signora Morgan, una sua lontana parente che è anche l'autrice preferita di Anne e Diana. Le due ragazze non stanno nella pelle al pensiero di conoscere la signora Morgan e si occupano dei preparativi per il pranzo da offrirle, al quale Anne invita anche la signorina Stacy e i coniugi Allan. Quel giorno però diverse cose vanno storte: prima del pranzo Davy cade sulla torta, le ragazze e Marilla si accorgono di aver rovinato un piatto e dopo una lunga attesa ricevono la notizia che le ospiti non possono più venire per un imprevisto. Solo alcuni giorni dopo Priscilla, la signora Morgan e la sua amica Pendexter si presentano a sorpresa a Green Gables. Siccome Marilla è uscita per tutto il giorno tocca ad Anne e Diana, arrivata per caso, improvvisare un pranzo. Anne, credendo di essersi spalmata una lozione per scolorire le lentiggini quella mattina, si è colorata la faccia di rosso con una vernice che ha scambiato per la lozione e quando le sue amiche glielo fanno notare si imbarazza per la figuraccia fatta con le ospiti. Malgrado quell'inconveniente il pranzo, meno sontuoso di quello organizzato, ottiene il successo sperato e Anne promette di non provare più a migliorare il suo aspetto con dei cosmetici. |                |         |
| 14 | Non è mai troppo tardi se un vero principe viene a trovare una vera principessa 「本物の王子様が、本物のお姫様に会いに来るのに、遅すぎることはありませんわ」 - Honmono no ōji-sama ga, honmono no ohimesama ni ai ni kuru no ni, oso sugiru koto wa arimasen wa | 5 luglio 2025  |         |
| 14 | Anne e Diana si perdono nella foresta e si ritrovano nella casa di pietra Echo Lodge dove vive la signorina Lavendar Lewis, che le invita a prendere il tè. Le ragazze accettano di buon grado e prima di andare via Anne, incurante del fatto che la signorina era la fidanzata di Stephen Irving, il padre di Paul, le parla del suo allievo preferito risvegliando in lei molti ricordi. Anne nei giorni a venire torna a far visita alla signorina Lavendar, che le racconta del bellissimo rapporto che aveva con Stephen Irving e del futile motivo per cui si interruppe. In seguito Stephen emigrò a Boston, si sposò ed ebbe un figlio, il quale poco dopo che la madre venne a mancare venne a vivere ad Avonlea con sua nonna. Come promesso, la primavera seguente la giovane insegnante accompagna Paul alla casa di pietra per farlo conoscere alla signorina Lavendar, non rivelandogli nulla del fidanzamento che aveva con suo padre. Anne, Lavendar e Paul hanno in comune il dono dell'immaginazione e passano diversi giorni felici insieme, il piccolo Paul gradualmente si affeziona alla signorina Lavendar e ammette che le piacerebbe averla come mamma. Al ritorno di Stephen Irving sull'isola, Anne va con lui a Echo Lodge dove la signorina Lavendar lo stava aspettando con gioia. Anne e la domestica Charlotta IV lasciano soli i due innamorati, e vedendoli uscire felicemente insieme immaginano che sia finalmente avvenuta la tanto sospirata proposta di matrimonio. |                |         |
| 15 | Anche se fossi dall'altra parte del mondo, volerei da te 「世界の果てにいても、飛んでいくわ」 - Sekai no hate ni ite mo, tondeiku wa | 12 luglio 2025 |         |
| 15 | Per Avonlea e per la vita di Anne stessa si preannunciano diversi cambiamenti. Thomas Lynde, il marito di Rachel, muore di vecchiaia, e la povera vedova è addolorata anche per dover lasciare il villaggio dove ha vissuto per tutta la sua vita per andare ad abitare con i suoi figli. Marilla allora pensa di accoglierla a Green Gables per avere un aiuto nell'educazione dei gemelli e svincolare Anne che, come Gilbert, potrebbe iscriversi all'università in autunno. La signorina Lavendar e il signor Irving si sposano a Echo Lodge in un'incantevole cerimonia e, dopo la luna di miele, andranno a vivere a Boston con Paul e Charlotta IV. Anche Diana inizia a pensare al suo matrimonio dopo essersi fidanzata con Fred e confida ad Anne le sue gioie e i timori di questo nuovo capitolo della sua vita. Immersa in un vortice di novità, anche Anne decide di dare una svolta alla sua vita ed iscriversi all'università di Redmond, quindi alla fine dell'anno scolastico saluta i suoi studenti che già la rimpiangono. |                |         |
| 16 | Non voglio sapere. È più bello così, senza capire tutto 「知りたいとも思わない分からない方が素敵だから」 - Shiritai to mo omowanai wakaranai kata ga sutekidakara | 19 luglio 2025 |         |
| 17 | La forza che può cambiare ogni cosa, è l'amore 「すべてを一変させる原動力それは愛情なの」 - Subete o ippen sa seru gendōryoku soreha aijōna no | 26 luglio 2025 |         |
| 18 | Aprendo il libro, ho avuto la sensazione che la rosa di ieri fosse rinata in tutta la sua bellezza 「本を開いたら昨日のバラが美しくよみがえってきたような気持ち」 - Hon o aitara kinō no bara ga utsukushiku yomigaette kita yōna kimochi | 2 agosto 2025  |         |
| 19 | Ora, da qui, comincerò a percorrere la strada che conduce al paradiso 「天国へ続く道を今、ここから歩いてゆくわ」 - Tengoku e tsudzuku michi o ima, koko kara aruite yuku wa | 23 agosto 2025 |         |

### Manga
Un adattamento manga, illustrato da Akane Hoshikubo, è stato annunciato il 27 dicembre 2024 e viene pubblicato sulla rivista mensile B's-Log Comic della Kadokawa dal 5 gennaio 2025.